# تيموثي إم. كارني
تيموثي إم. كارني (بالإنجليزية: Timothy M. Carney)‏ هو دبلوماسي أمريكي، ولد في 12 يوليو 1944 في سانت جوزيف في الولايات المتحدة.

## وصلات خارجية
- تيموثي إم. كارني على موقع إن إن دي بي (الإنجليزية)